# Toyota/Save Mart 350
Depuis 1989, le Toyota/Save Mart 350 est une compétition automobile annuelle organisée par la NASCAR et comptant pour le championnat des NASCAR Cup Series. Elle se déroule sur le Sonoma Raceway de Sears Point à Sonoma en Californie et est actuellement (en 2017) une des deux seules courses disputées sur circuit routier (avec celle de Watkins Glen). Sa longueur actuelle est de 220,5 milles (354,9 km).
Cette course a remplacé dans le calendrier NASCAR le Budweiser 400 de Riverside qui n'est plus organisé depuis 1988. Elle a changé plusieurs fois de nom depuis sa création en fonction des sociétés sponsorisant l'événement. Sa longueur a également varié.

## Histoire
De 1989 à 1997, la NASCAR utilise le circuit complet qui est long de 2,52 milles (4,06 km), plus reconnu pour les courses de voitures de sport. Des modifications subtiles dans certains virages sont prises en compte pour les voitures de stock-car. La largeur de certain passage est augmentée.
C'est Ricky Rudd qui gagnera la course inaugurale de Nascar Cup Series à Sonoma.
En 1991, la course de Sonoma acquiert une certaine réputation. Alors qu'il ne reste que sept tours de circuit à parcourir, Mark Martin tente de dépasser Tommy Kendall (remplaçant Kyle Petty blessé). Les deux voitures entrent en contact. Celle de Martin percute un mur composé de pneus situé en retrait du circuit tandis que Kendall déchire un de ses pneus. C'est Davey Allison qui se retrouve en tête. Alors qu'il ne reste que deux tours, Ricky Rudd (qui avait fait la pole position) dépasse Allison lequel perd le contrôle de sa voiture. Ricky Rudd, en tête au drapeau blanc (entrée dans le dernier tour), pense avoir course gagnée (sa deuxième victoire à Sonoma) et espère alors prendre la tête du championnat. Cependant, alors qu'il se trouve à 1 mètre de la ligne d'arrivée, un drapeau noir (sanction obligeant un passage par les stands) lui est adressé. C'est Davey Allison qui est déclaré vainqueur de la course à la suite de cette pénalité très controversée. Rudd finira classé en seconde position.
La dernière course NASCAR qui se déroule sur le circuit initial de Sonoma aura lieu le 5 octobre 1997 et compte pour le championnat de Camping World Truck Series. C'est Joe Ruttman qui remporte la victoire mains une controverse éclate lorsque Rick Bickle reproche au rookie Boris Said de l'avoir écarté du top-10. Lors d'un contact, Rich Bickle avait provoqué une fuite à un pneu du véhicule de Boris. Pour s'en venger, Boris attend que Bickle revienne dans ses parages. Il le percute alors volontairement. La NASCAR, après un bref drapeau rouge sorti à la suite d'un accident impliquant plusieurs véhicules dans un mur de pneus, disqualifie Said et le sanctionne d'une amende de 10,000 dollars.
En 1998, le circuit est raccourci pour les courses de NASCAR. Celui-ci passe à 1,95 milles (3,14 km), les virages 5 et 6 étant esquivé par un raccourci dénommé The Chute allant du virage 4 au virage 7.
En 2001, la Chute est modifiée donnant au circuit la longueur de 1,99 milles (3,2 km).
En 2019, la course revient au circuit routier complet de 2,52 milles (4,056 km) en commémoration de son 50e anniversaire. Cette modification induit le retour de la section du Carousel après 22 ans d'absence.
La course 2020 est annulée à la suite de la pandémie de Covid-19 aux États-Unis.

### La Gilligan's Island
De 1989 à 2001, la ligne des stands ne pouvait accueillir que 34 écuries. Lors des premières années, certains stands accueillaient deux écuries tandis que d'autres devaient effectuer leurs arrêts à l'intérieur des garages. Lorsqu'une voiture abandonnait, son stand était de facto repris par une autre écurie qui partageait un stand. Ce système n'était pas très optimal.
Après quelques années, une route de stands auxiliaire, surnommée la Gilligan's Island, fut construite à l'intérieur de l'épingle à cheveux (virage 11). Les voitures qui avaient les neuf moins bons temps aux qualifications se voyaient assignées à ces stands. Les écuries qui s'y retrouvaient se considéraient comme nettement désavantagées par rapport aux autres. La longueur de cette route auxiliaire étant beaucoup moins longue que la ligne principale des stands. Dès lors, les voitures s'y arrêtant étaient retenues entre 15 et 20 secondes afin que les voitures s'arrêtant dans la ligne principale des stands ne soient pas désavantagées.
Les arrêts sur la Gilligan's Island présentaient d'autres inconvénients. Les emplacements étaient enclavés par le parcours de la course si bien que les techniciens des équipes ne savaient plus quitter les stands une fois la course commencée. Les équipes ne savaient y envoyer que leurs techniciens principaux, et une fois qu'ils y étaient, ceux-ci ne savaient plus accéder à la zone des garages ou aux camions où se trouvaient entreposées les pièces de rechange et leurs outils. Les seules opérations qui pouvaient être effectuées sur les voitures étaient des changements de pneu, les réapprovisionnements en fuel et quelques petites réparations assez mineures. Les autres membres de l'équipe technique étaient placés dans les garages en cas de réparations majeures à apporter aux voitures. Si une voiture abandonnait, les membres de l'équipe technique ne savaient pas remiser le matériel et anticiper leur départ du circuit (pratique courante sur les autres circuits) avant la fin de course.
Les modifications apportées à la piste en 2002 (séparation entre la piste pour dragsters et la ligne droite principale, enlèvement de la tribune principale de la piste pour dragsters, construction d'une nouvelle tour de contrôle pour la course routière) ont permis un allongement de la ligne des stands autorisant 43 écuries à s'y installer. La ligne des stands était comprise entre la ligne droite principale et la colline située après le virage no 1. La Gilligan's Island fut dès lors abandonnée rendant plus d'équité à la course.

## Évolution du logo

2008
2015
depuis 2016

## Palmarès
| Année                                      | Date                | Pilote              | Écurie                          | Châssis             | Course              | Course              | Course              | Course              | Note       |
| ------------------------------------------ | ------------------- | ------------------- | ------------------------------- | ------------------- | ------------------- | ------------------- | ------------------- | ------------------- | ---------- |
| Année                                      | Date                | Pilote              | Écurie                          | Châssis             | Tours               | Miles (km)          | Durée'              | Moyenne (miles/h)   | Note       |
| Circuit routier de 2,52 milles (4,056 km)  |                     |                     |                                 |                     |                     |                     |                     |                     |            |
| 1989                                       | 11 juin             | Ricky Rudd          | King Racing (en)                | Buick               | 074                 | 186,48 (300,11)     | 2 h 27 min 03 s     | 76,088              |            |
| 1990                                       | 10 juin             | Rusty Wallace       | Blue Max Racing (en)            | Pontiac             | 074                 | 186,48 (300,11)     | 2 h 41 min 35 s     | 69,245              |            |
| 1991                                       | 9 juin              | Davey Allison       | Robert Yates Racing             | Ford                | 074                 | 186,48 (300,11)     | 2 h 33 min 20 s     | 72,97               |            |
| 1992                                       | 7 juin              | Ernie Irvan         | Morgan-McClure Motorsports (en) | Chevrolet           | 074                 | 186,48 (300,11)     | 2 h 17 min 26 s     | 81,413              |            |
| 1993                                       | 16 mai              | Geoffrey Bodine     | Bud Moore (en)                  | Ford                | 074                 | 186,48 (300,11)     | 2 h 25 min 17 s     | 77,013              |            |
| 1994                                       | 5 mai               | Ernie Irvan         | Robert Yates Racing             | Ford                | 074                 | 186,48 (300,11)     | 2 h 24 min 27 s     | 77,458              |            |
| 1995                                       | 7 mai               | Dale Earnhardt      | Richard Childress Racing        | Chevrolet           | 074                 | 186,48 (300,11)     | 2 h 38 min 18 s     | 70,681              |            |
| 1996                                       | 5 mai               | Rusty Wallace       | Team Penske                     | Ford                | 074                 | 186,48 (300,11)     | 2 h 24 min 03 s     | 77,673              |            |
| 1997                                       | 5 mai               | Mark Martin         | Roush Racing                    | Ford                | 074                 | 186,48 (300,11)     | 2 h 27 min 38 s     | 75,788              |            |
| Circuit routier de 1,949 milles (3,137 km) |                     |                     |                                 |                     |                     |                     |                     |                     |            |
| 1998                                       | 28 juin             | Jeff Gordon         | Hendrick Motorsports            | Chevrolet           | 112                 | 218,288 (351,3)     | 3 h 00 min 56 s     | 72,387              |            |
| 1999                                       | 27 juin             | Jeff Gordon         | Hendrick Motorsports            | Chevrolet           | 112                 | 218,288 (351,3)     | 3 h 06 min 06 s     | 70,378              |            |
| Circuit routier de 1,99 milles (3,203 km)  |                     |                     |                                 |                     |                     |                     |                     |                     |            |
| 2000                                       | 25 juin             | Jeff Gordon         | Hendrick Motorsports            | Chevrolet           | 112                 | 222,88 (358,69)     | 2 h 46 min 14 s     | 78,789              |            |
| Circuit routier de 2 milles (3,219 km)     |                     |                     |                                 |                     |                     |                     |                     |                     |            |
| 2001                                       | 24 juin             | Tony Stewart        | Joe Gibbs Racing                | Pontiac             | 112                 | 224 (360,493)       | 2 h 57 min 06 s     | 75,889              |            |
| Circuit routier de 1,99 milles (3,203 km)  |                     |                     |                                 |                     |                     |                     |                     |                     |            |
| 2002                                       | 23 juin             | Ricky Rudd          | Robert Yates Racing             | Ford                | 110                 | 218,9 (352,285)     | 2 h 42 min 08 s     | 81,007              |            |
| 2003                                       | 22 juin             | Robby Gordon        | Richard Childress Racing        | Chevrolet           | 110                 | 218,9 (352,285)     | 2 h 57 min 55 s     | 73,821              |            |
| 2004                                       | 27 juin             | Jeff Gordon         | Hendrick Motorsports            | Chevrolet           | 110                 | 218,9 (352,285)     | 2 h 49 min 34 s     | 77,456              |            |
| 2005                                       | 26 juin             | Tony Stewart        | Joe Gibbs Racing                | Chevrolet           | 110                 | 218,9 (352,285)     | 3 h 00 min 18 s     | 72,845              |            |
| 2006                                       | 25 juin             | Jeff Gordon         | Hendrick Motorsports            | Chevrolet           | 110                 | 218,9 (352,285)     | 2 h 57 min 36 s     | 73,953              |            |
| 2007                                       | 24 juin             | Juan Pablo Montoya  | Chip Ganassi Racing             | Dodge               | 110                 | 218,9 (352,285)     | 2 h 56 min 11 s     | 74,547              |            |
| 2008                                       | 22 juin             | Kyle Busch          | Joe Gibbs Racing                | Toyota              | 112                 | 222,88 (358,69)     | 2 h 54 min 56 s     | 76,445              | [ Note 1 ] |
| 2009                                       | 21 juin             | Kasey Kahne         | Richard Petty Motorsports       | Dodge               | 113                 | 224,87 (361,893)    | 3 h 10 min 00 s     | 71,012              | [ Note 1 ] |
| 2010                                       | 20 juin             | Jimmie Johnson      | Hendrick Motorsports            | Chevrolet           | 110                 | 218,9 (352,285)     | 2 h 56 min 38 s     | 74,357              |            |
| 2011                                       | 26 juin             | Kurt Busch          | Team Penske                     | Dodge               | 110                 | 218,9 (352,285)     | 2 h 54 min 10 s     | 75,411              |            |
| 2012                                       | 24 juin             | Clint Bowyer        | Michael Waltrip Racing          | Toyota              | 112                 | 222,88 (358,69)     | 2 h 39 min 55 s     | 83,624              | [ Note 1 ] |
| 2013                                       | 23 juin             | Martin Truex Jr.    | Michael Waltrip Racing          | Toyota              | 110                 | 218,9 (352,285)     | 2 h 51 min 20 s     | 76,658              |            |
| 2014                                       | 22 juin             | Carl Edwards        | Roush Fenway Racing             | Ford                | 110                 | 218,9 (352,285)     | 2 h 51 min 30 s     | 76,583              |            |
| 2015                                       | 28 juin             | Kyle Busch          | Joe Gibbs Racing                | Toyota              | 110                 | 218,9 (352,285)     | 2 h 55 min 39 s     | 74,774              |            |
| 2016                                       | 26 juin             | Tony Stewart        | Stewart-Haas Racing             | Chevrolet           | 110                 | 218,9 (352,285)     | 2 h 42 min 13 s     | 80,966              |            |
| 2017                                       | 26 juin             | Kevin Harvick       | Stewart-Haas Racing             | Ford                | 110                 | 218,9 (352,285)     | 2 h 46 min 52 s     | 78,71               |            |
| 2018                                       | 24 juin             | Martin Truex Jr.    | Furniture Row Racing            | Toyota              | 110                 | 218,9 (352,285)     | 2 h 38 min 28 s     | 82,882              |            |
| Circuit routier de 2,52 milles (4,056 km)  |                     |                     |                                 |                     |                     |                     |                     |                     |            |
| 2019                                       | 23 juin             | Martin Truex Jr.    | Joe Gibbs Racing                | Toyota              | 090                 | 226,8 (364,999)     | 2 h 42 min 09 s     | 83,922              |            |
| 2020                                       | Course non disputée | Course non disputée | Course non disputée             | Course non disputée | Course non disputée | Course non disputée | Course non disputée | Course non disputée | [ Note 2 ] |
| 2021                                       | 6 juin              | Kyle Larson         | Hendrick Motorsports            | Chevrolet           | 092                 | 231,84 (373,11)     | 3 h 14 min 42 s     | 71,445              | [ Note 1 ] |
| Circuit routier de 1,99 milles (3,203 km)  |                     |                     |                                 |                     |                     |                     |                     |                     |            |
| 2022                                       | 12 juin             | Daniel Suárez       | Trackhouse Racing Team (en)     | Chevrolet           | 110                 | 218,9. (352,285)    | 2 h 48 min 22 s     | 78,008              |            |
| 2023                                       | 11 juin             | Martin Truex Jr.    | Joe Gibbs Racing                | Toyota              | 110                 | 218,9 (352,285)     | 2 h 40 min 12 s     | 81,989              |            |

Notes : 
1. 1 2 3 4  La course s'est jouée en prolongation (green–white–checker finish).
2. ↑  Course annulée à la suite de la pandémie de Covid-19 aux États-Unis.

## Pilotes multiples gagnants
| Nb. | Pilote           | Année                        |
| --- | ---------------- | ---------------------------- |
| 5   | Jeff Gordon      | 1998, 1999, 2000, 2004, 2006 |
| 4   | Martin Truex Jr. | 2013, 2018, 2019, 2023       |
| 3   | Tony Stewart     | 2001, 2005, 2016             |
| 2   | Ernie Irvan      | 1992, 1994                   |
| 2   | Rusty Wallace    | 1990, 1996                   |
| 2   | Ricky Rudd       | 1989, 2002                   |
| 2   | Kyle Busch       | 2008, 2015                   |

## Écuries multiples gagnantes
| Nb. | Écurie                   | Année                                    |
| --- | ------------------------ | ---------------------------------------- |
| 7   | Hendrick Motorsports     | 1998, 1999, 2000, 2004, 2006, 2010, 2021 |
| 6   | Joe Gibbs Racing         | 2001, 2005, 2008, 2015, 2019, 2023       |
| 3   | Robert Yates Racing      | 1991, 1994, 2002                         |
| 2   | Richard Childress Racing | 1995, 2003                               |
| 2   | Team Penske              | 1996, 2011                               |
| 2   | Michael Waltrip Racing   | 2012, 2013                               |
| 2   | Roush Fenway Racing      | 1997, 2014                               |
| 2   | Stewart-Haas Racing      | 2016, 2016                               |

## Statistiques par marques
| Nb. | Marque    | Année                                                                        |
| --- | --------- | ---------------------------------------------------------------------------- |
| 13  | Chevrolet | 1992, 1995, 1998, 1999, 2000, 2003, 2004, 2005, 2006, 2010, 2016, 2021, 2022 |
| 8   | Ford      | 1991, 1993, 1994, 1996, 1997, 2002, 2014, 2017                               |
| 7   | Toyota    | 2008, 2012, 2013, 2015, 2018, 2019, 2023                                     |
| 3   | Dodge     | 2007, 2009, 2011                                                             |
| 2   | Pontiac   | 1990, 2001                                                                   |

### NASCAR West Series
Depuis 2006, une épreuve de NASCAR K&N Pro Series West (en) est programmée lors du même weekend que le Toyota/Save Mart 350 de NASCAR Cup Series.
| Année | Date                | Pilote              | Note                |
| ----- | ------------------- | ------------------- | ------------------- |
| 2006  | 24 juin             | Brian Vickers       |                     |
| 2007  | 23 juin             | David Gilliland     |                     |
| 2008  | 21 juin             | Jason Bowles (en)   |                     |
| 2009  | 20 juin             | Jason Bowles (en)   |                     |
| 2010  | 19 juin             | Andrew Ranger       |                     |
| 2011  | 25 juin             | Joey Logano         |                     |
| 2012  | 23 juin             | David Gilliland     |                     |
| 2013  | 22 juin             | Derek Thorn         |                     |
| 2014  | 21 juin             | Kyle Larson         |                     |
| 2015  | 27 juin             | David Mayhew (en)   |                     |
| 2016  | 25 juin             | Chase Elliott       |                     |
| 2017  | 24 juin             | Kevin Harvick       | [ 5 ]               |
| 2018  | 23 juin             | Will Rodgers (en)   | [ 6 ]               |
| 2019  | 22 juin             | Noah Gragson        | [ 7 ]               |
| 2020  | Course non disputée | Course non disputée | Course non disputée |
| 2021  | 5 juin              | Chase Briscoe       | [ 8 ]               |
| 2022  | 11 juin             | Jake Drew           | [ 9 ]               |

### USAC stock car NorCal 200
- 1970 Roger McCluskey (en)

## Photos

Vue aérienne du circuit.
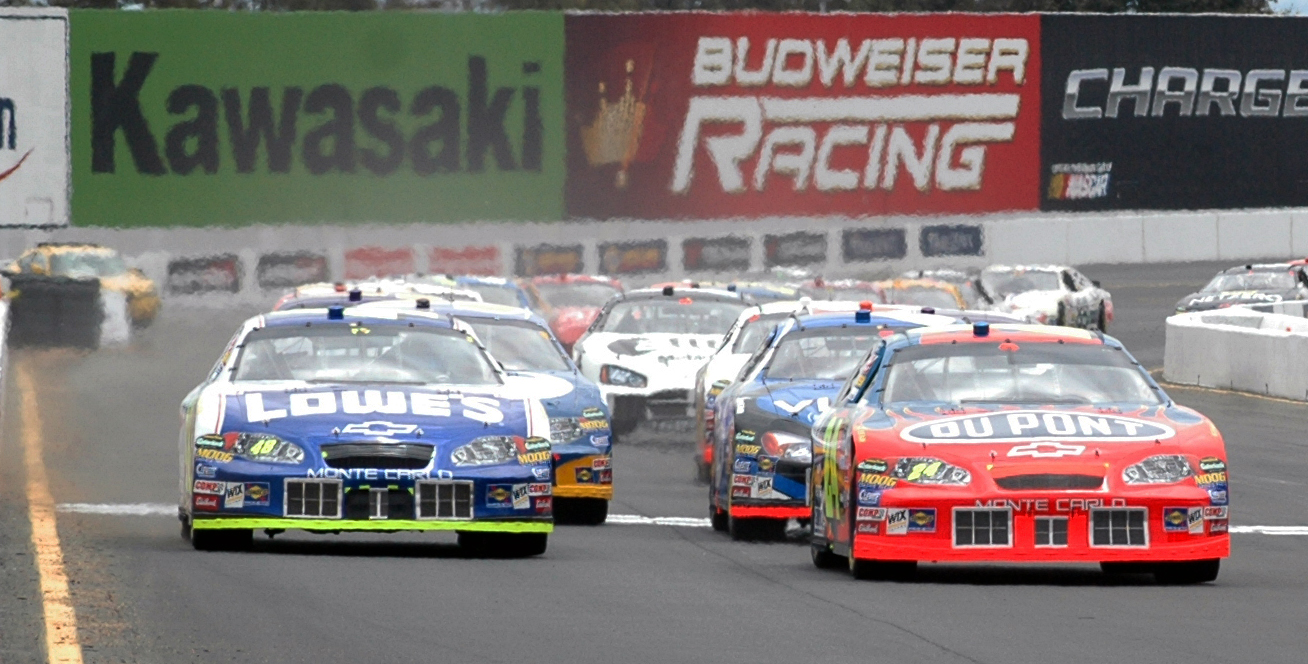
Jeff Gordon et Jimmie Johnson devant le reste des participants lors de la course de 2005.
Tony Stewart en 2005.
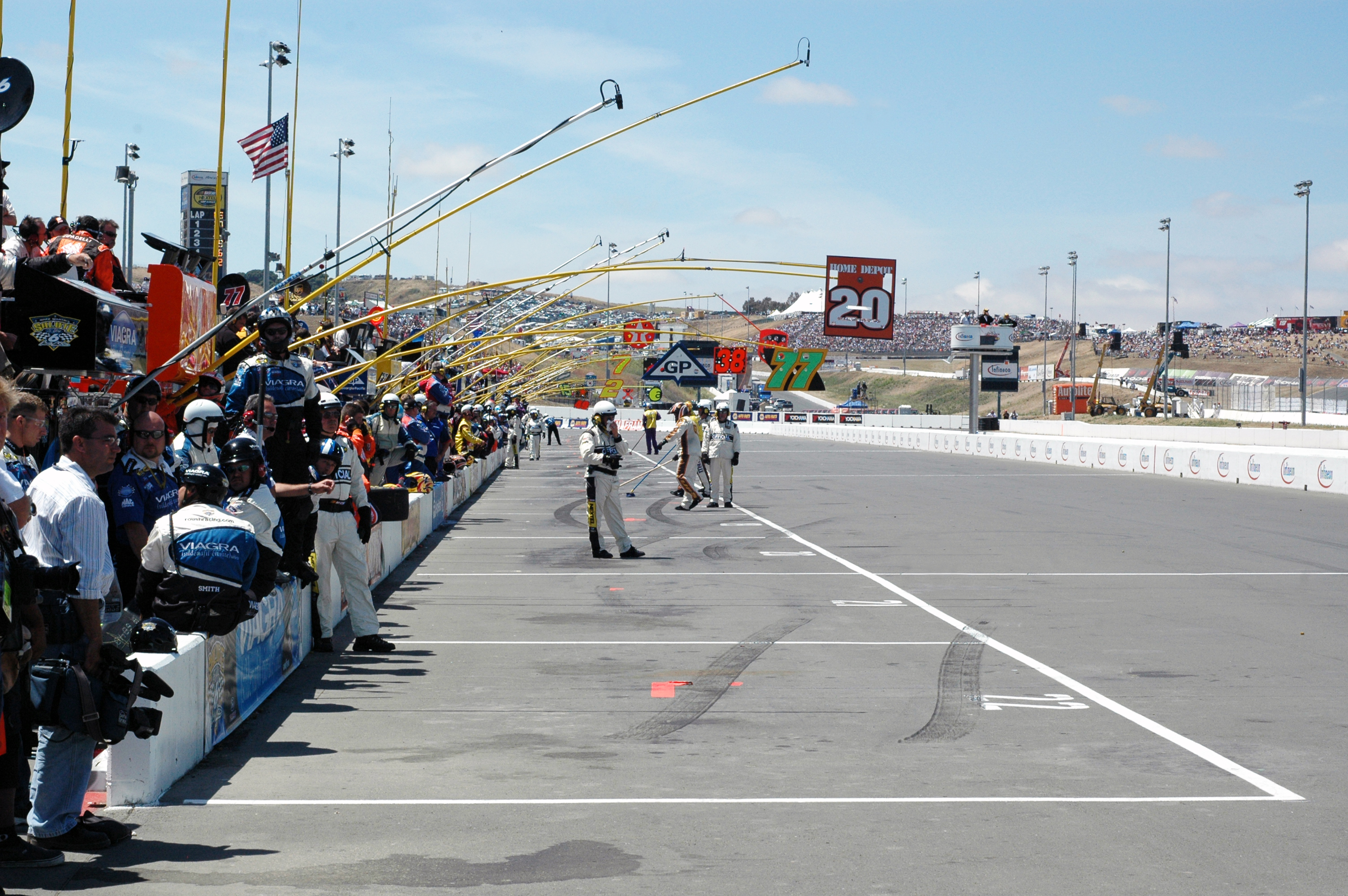
Les stands en 2005.
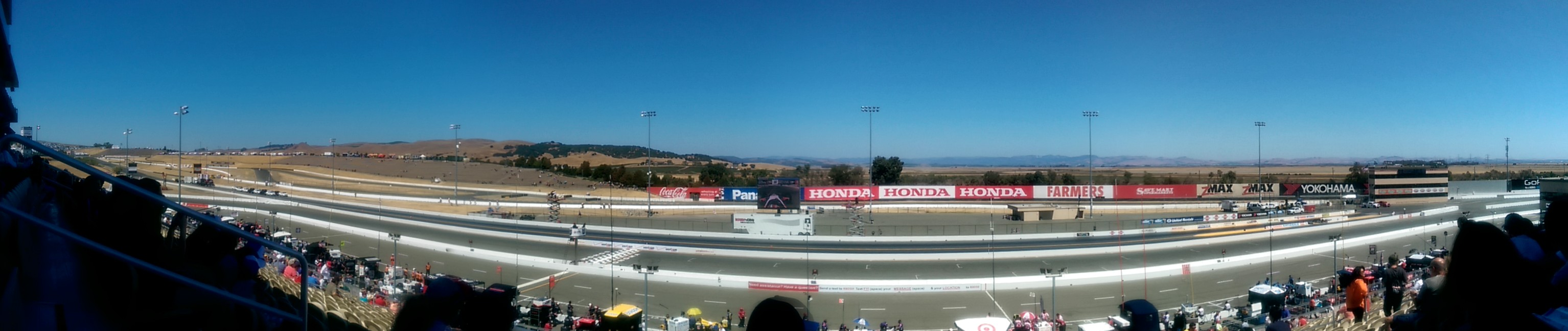
Vue sur la ligne d'arrivée depuis le sommet de la tribune principale.